# Frank Henze
Frank Henze, né le 1er avril 1977 à Leipzig, est un céiste allemand, pratiquant le slalom.

## Biographie
Il est le demi-frère de Stefan Henze.

## Palmarès

### Championnats du monde
- 2002 à Bourg-Saint-Maurice,  France
  -  Médaille d'argent en C2 par équipe
- 2009 à La Seu d'Urgell,  Espagne
  -  Médaille d'argent en C2 par équipe
- 2010 à Tacen,  Slovénie
  -  Médaille de bronze en C2 par équipe

### Championnats d'Europe
- 2002 à Bratislava,  Slovaquie
  -  Médaille de bronze en C2 par équipe
- 2006 à L'Argentière-la-Bessée,  France
  -  Médaille d'or en C2 par équipe
- 2007 à Liptovský Mikuláš,  Slovaquie
  -  Médaille d'or en C2 par équipe
- 2008 à Cracovie,  Pologne
  -  Médaille d'or en C2 par équipe
- 2011 à La Seu d'Urgell,  Espagne
  -  Médaille d'argent en C2 par équipe
- 2012 à Augsbourg,  Allemagne
  -  Médaille de bronze en C2 par équipe